# Varbóc
Varbóc község Borsod-Abaúj-Zemplén vármegyében, az Edelényi járásban.

## Fekvése
Kazincbarcikától 28 kilométerre, Aggtelektől pedig 13 kilométerre fekszik. A falu fölött északon a 327 méter magas Hársas-hegy, északnyugaton a 411 méter magas Bérctető, nyugaton a 337 méter magas Borháztető, délnyugaton a 313 méter magas Bokánytető, míg délen a 311 méter magas Szarvas-hegy emelkedik. Külterületi lakott helye: Lászitanya.

### Megközelítése
Zsáktelepülés, amely közúton csak a 27-es főútból, annak 35+750-es kilométerszelvényénél – Perkupa központjában – kiágazó 26 112-es számú mellékúton érhető el. Déli külterületeit átszeli még a Perkupáról Szőlősardóra vezető 26 109-es számú mellékút is, azon érhető el a községhez tartozó, de attól viszonylag távol eső Égervölgye Ifjúsági Tábor.

## Nevének jelentése
A kezdetekre – mint a környékbeli többi falu esetében is – inkább nevéből következtethet a kutató, mely ószláv nyelven „füzest” jelent.

## Története
Egy, az 1298. évben keletkezett oklevél vrbina néven említi a keletről nyugatra húzódó völgyben Perkupa irányába csörgedező kis patakot, mely a Borház-tető alján feltörő forrásból ered. Valószínű, hogy erről a patakról és a völgyben dúsan növő fűzfákról kapta a nevét a település. Az 1800-as években a falu híres volt fehérborszőlőjéről: állítólag a mézes fehérből származó bor vetekedett a legjobb, leghíresebb magyar borokkal.
Varbóc és a környező települések sorsát, legalábbis a szőlő- és bortermelés tekintetében az 1870-1880-as években pusztító filoxéravész megpecsételte.
A mai kőtemplom helyén 1684 táján egy fatemplomot építettek. Egy 1720-ból származó összeírás is megemlíti. Templomát 1895-ben felújították, valószínű ekkor változtatták meg, eredeti alakját is. Említésre méltó; festett famennyezete és a barokk szószék. A templom külső, északi falánál, közel másfél évszázados hársfa áll. A falu római katolikus lakosai 1952-ben Szűz Mária tiszteletére építették fel templomukat.
1958-59-ben a népi építészeti alkotásokkal, és hagyományokkal kapcsolatos felméréseket végeztek a faluban. Ekkor megőrzésre méltónak tartották, a Dózsa Gy. u. 2., 8., 10., 24., 34., 35., és 40. valamint a Petőfi S. u. 5., 9., 20., és a Táncsics M. u. 13. szám alatti épülteket.

## Közélete

### Polgármesterei
- 1990–1994: Molnár Lajos (független)[4]
- 1994–1998: Molnár Lajos (Magyar Néppárt – NPP)[5]
- 1998–2002: Molnár Lajos (független)[6]
- 2002–2006: Molnár Lajos (független)[7]
- 2006–2010: Molnár Lajos (független)[8]
- 2010–2014: Ifj. Molnár László (független)[9]
- 2014–2019: Molnár László (független)[10]
- 2019–2024: Molnár László (független)[1]
- 2024– :

## Népesség
A település népességének változása:
| Lakosok száma | 56   | 56   | 55   | 56   | 45   | 54   | 51   |
|               | 2013 | 2014 | 2015 | 2021 | 2022 | 2023 | 2024 |

Varbóc lakossága 1930-ban még 307 fő volt, ami 1970-re 254 főre csökkent. Ezt követően felgyorsult a település elnéptelenedése, 2001. évben már csak 67 lakosa volt. 
A 2001-es népszámlálás adatai szerint a településnek csak magyar lakossága volt.
A 2011-es népszámlálás során a lakosok 100%-a magyarnak, 4,8% cigánynak mondta magát (a kettős identitások miatt a végösszeg nagyobb lehet 100%-nál). A vallási megoszlás a következő volt: római katolikus 16,7%, református 69%, felekezeten kívüli 2,4% (11,9% nem válaszolt).
2022-ben a lakosság 88,9%-a vallotta magát magyarnak, 8,9% szlováknak, 2,2% egyéb, nem hazai nemzetiségűnek (11,1% nem nyilatkozott; a kettős identitások miatt a végösszeg nagyobb lehet 100%-nál). Vallásuk szerint 13,3% volt római katolikus, 37,8% református, 4,4% görög katolikus, 6,7% egyéb keresztény, 15,6% felekezeten kívüli (22,2% nem válaszolt).

## Nevezetességei
- Római katolikus templom
- Villámlokalizátor
- 1995-ben a településen található 5 barlangot az Aggteleki-karszt és a Szlovák-karszt többi barlangjával együtt az UNESCO a világörökség részévé nyilvánította. Ezek a barlangok az Ördög-gát-lyuk, a Telekes-völgyi 4.sz. barlang, a Telekes-völgyi 5.sz. barlang, a Telekes-völgyi 8.sz. barlang és a Vörös-barlang.
- Kereszt Kilátópont

## A településen lakók élete
A falu lakói között több ács és vadász található, és sok a nyugdíjas. Mindennapjaikban a legtöbben kertjük, kisebb veteményesük gondozásával foglalatoskodnak. Manapság inkább nyaralni járnak ide.